# بافل ندزيلا
بافل ندزيلا (بالفرنسية: Pavelh Ndzila)‏ هو لاعب كرة قدم كونغولي يلعب حاليًا لصالح نادي نجم الكونغو في مركز حراسة المرمى.

## المسيرة الدولية
في يناير 2014، استدعاه المدرب كلود لو روا لقائمة منتخب الكونغو المشارك في بطولة أمم إفريقيا للمحليين 2014. وخرج منتخب الكونغو من دور المجموعات بعد خسارته من غانا، وتعادله مع ليبيا بطلة النسخة، وفوزه على إثيوبيا.

## روابط خارجية
- بافل ندزيلا على موقع قاعدة بيانات كرة القدم.إي يو (الإنجليزية)
- بافل ندزيلا على موقع ناشيونال فوتبول تيمز (الإنجليزية)
- بافل ندزيلا على موقع Soccerway.com (الإنجليزية)
- بافل ندزيلا على موقع عالم كرة القدم.نت (الإنجليزية)